# Велика чума 1738 року
Велика чума 1738 року (англ. Great Plague of 1738) — епідемія бубонної чуми, яка сталася між 1738 і 1740 роками на території імперії Габсбургів і охопила терени сучасних держав Румунії (Трансильванія), Угорщини, України, Сербії, Хорватії, Словаччини, Чехії та Австрії. Епідемія, ймовірно, забрала життя понад 50 тисяч мешканців цих країн.
У лютому 1738 року чума охопила Банатський край, уразивши там імператорську армію. Згідно з Угорським сеймом 1740 року, ця епідемія забрала життя 36 000 людей.
У жовтні 1738 року чума спалахнула в таборі османських військ під Очаковим під час російсько-османської війни. 30 жовтня 1738 року, несподівано для російських вояків, які були у поганому військовому становищі, османські війська припинили атаки. Османи, покинувши усі припаси і спорядження, завантажились на кораблі й вийшли в море. Буджацька та Єдисанська татарські орди відійшли степом до Аккермана, а кримчаки подались з-під Кінбурна до Перекопу через страх перед хворобою. Вижило лише 300 вояків із 5000, які складали п'ять полків російської армії. Згідно з тогочасними військовими донесеннями, у травні — червні 1738 року російська армія, яка стояла в Очакові, втратила 1722 бійці. У січні 1739 року у російських військах під Очаковим загинуло щонайменше 1000 вояків. 
Незважаючи на карантин і блокпости, як вважається, козаки поширили чуму по Україні, де в червні у містах Зіньків та Сватова Лучка (обидва в нинішній Луганській області) померло 507 осіб. Комендант міста Ізюм направив доктора Ешді, лікаря місцевої лікарні, для розслідування спалахів у Зінькові та Сватовій Лучці. Доктор не зумів правильно діагностувати чуму, в результаті епідемія незабаром охопила Ізюм, де половина населення (6610 осіб) померла. У червні 1738 року хвороба поширилася на Бахмут, у серпні до Печенігів, у вересні до Лебедяна, а потім у Бєлгород та Курськ Московії. З Бахмута солдати завезли чуму до Азова, де померли тисячі людей. У жовтні 1738 року хвороба виявилася в Харкові, де за два місяці померло близько 800 осіб. На початку епідемії часто санітарні правила порушувалися, оскільки родичам і членам родини дозволялося відвідувати похорони, зібрання, що, ймовірно, сприяло поширенню хвороби. Однак після того, як досвідчений німецький лікар Йоган Якоб Лерхе був відправлений до Харкова, санітарна ситуація там покращилася. Доктор Лерхе негайно наказав місцевій владі спалити 30 будинків, у яких люди померли від чуми. Хворих ізолювали у створеному польовому госпіталі за містом. Жителі міста, які не були інфіковані, але були
в контакті з хворими на чуму, поміщали в будинки на карантин, вони перебували під охороною, їм щодня доставляли їжу. Через ці жорсткі заходи епідемія незабаром затихла і до 20 березня 1739 року місто було знову відкрито. У жовтні чума з'явилася в Курську і трьох прилеглих селах, але своєчасне застосування санітарно-карантинних заходів зупинили її поширення. У 1740 році російські чиновники оголосили, що епідемія закінчилася.
У 1738 році під час епідемії в Україні навколо міст і сіл виставляли загороджувальні пости і влаштовували шибениці для тих, хто втік із зараженої місцевості. Правда, на відміну від часів Петра I, подібну кару не застосовували вже до шляхтичів і дворян. 
За результатами цієї епідемії у 1748 році в містечку Василькові під Києвом був збудований перший у Російській імперії карантинний будинок. Надалі він був перетворений на цілий чумний квартал, який складався з лазаретів. У перший поміщали «рішуче чумних», у другій — «вкрай сумнівних». Кожен лазарет складався з 16 кімнат з окремими входами.
Владою зроблено висновок, що неправильна діагностика початкових випадків чуми стала однією з причин розвитку епідемії. Було наказано підготувати звіти з детальним описом методів, які виявилися ефективними для лікування чуми та припинення її поширення. З цією метою відповідним лікарям було роздано анкету з 51-го питання, щоб вони могли підготувати свої звіти у стандартному форматі. Також під час епідемії вперше в Російській імперії підтверджено випадок чуми за результатами розтину.